# Lupin (TV serija)
Lupin je francuska misteriozna triler streaming televizijska serija koju su stvorili George Kay i François Uzan i koja je premijeru imala na Netflixu 8. siječnja 2021. Serija se sastoji od deset epizoda, s tim da je prvih pet objavljeno u siječnju 2021., a ostatak 11. lipnja 2021. Netflix je objavio da će se snimati i treći dio.
U seriji Omar Sy je u ulozi Assana Diopa, čovjeka koji je nadahnut pustolovinama majstora lopova Arsèna Lupina, lika kojeg je stvorio Maurice Leblanc početkom 1900-ih. Prvi dio, koji se sastoji od pet epizoda, podnaslovljen je Dans l'ombre d'Arsène (U sjeni Arsèna), pozivajući se na inspiraciju primarnog lika. Seriju je tijekom prvog mjeseca gledalo 70 milijuna domaćinstava, postajući najgledanija serija na Netflixu koja nije na engleskom jeziku.

## Radnja
Priča prati profesionalnog lopova imena Assane Diop, jedinog sina imigranta iz Senegala koji je došao u Francusku tražiti bolji život za svoje dijete. Kada je Asan bio tinejdžer bogati i moćni Hubert Pellegrini, poslodavac Assaneova oca, podmetnuo je njegovom ocu krađu skupe dijamantne ogrlice, a on se od srama objesio u svoju zatvorskoj ćeliji. Dvadeset i pet godina kasnije, inspiriran knjigom o gospodinu lopovu Arsènu Lupinu, koju mu je otac dao na njegov rođendan, Assane kreće osvetiti se obitelji Pellegrini koristeći karizmu,  majstorstvo lopovluka, podmetanja i prerušavanja kako bi otkrio Hubertove zločine.

## Pregled serije
| Dio | Dio | Sezona | Epizode | Datum             |
| --- | --- | ------ | ------- | ----------------- |
|     | 1   | 1      | 5       | 8. siječnja 2021. |
|     | 2   | 1      | 5       | 11. lipnja 2021.  |

## Glumačka postava
- Omar Sy kao kaosane Diop
  - Mamadou Haidara kao young kaosane Diop
- Ludivine Sagnier kao Claire
  - Ludmilla Makowski kao young Claire
- Clotilde Hesme kao Juliette Pellegrini
  - Léa Bonneau kao young Juliette Pellegrini
- Nicole Garcia kao Anne Pellegrini
- Hervé Pierre kao Hubert Pellegrini
- Antoine Gouy kao Benjamin Ferel
  - Adrian Valli de Villebonne kao young Benjamin Ferel
- Fargkaos kaosandé kao Babakar Diop
- Soufiane Guerrab kao Youssef Guédira
- Vincent Londez kao Captain Romain Laugier
- Shirine Boutella kao Lieutenant Sofia Belkacem
- Vincent Garanger kao Gabriel Dumont
- Johann Dionnet kao young Gabriel Dumont
- Etan Simon kao Raoul

### Sporedni
- Anne Benoît kao Fabienne Bériot
- Adama Niane kao Léonard Koné
- Nicolkao Wanczycki kao Pkaocal Oblet
- Stefan Crepon kao Philippe Courbet

Predložak:Episode table

## Produkcija
Snimanje je započelo krajem 2019. i trajalo je do ožujka 2020., kada su prekinuli zbog pandemije COVID-19. Trebali su ponovno početi u rujnu, ali onda je odgođeno za lipanj, i onda za srpanj. [6] U razvoju je druga sezona.
Drugi set od pet epizoda već je snimljen do kraja 2020., a objavljen je 11. lipnja 2021.
Netflix i Omar Sy potvrdili su 18. studenoga 2021. da su u Parizu u tijeku snimanja trećeg dijela serije.

## Vanjske poveznice
- Službena stranica Netflix
- Lupin u internetskoj bazi filmova IMDb-a